# Bad to Myself
«Bad to Myself» (с англ. — «Плох к себе») — песня американского музыканта Грейсона Ченса, выпущенная в качестве внеальбомного сингла 21 августа 2020 года.
«Bad To Myself» — третий сингл музыканта, впущенный в 2020 году после «Dancing Next to Me» в феврале и «Honeysuckle» в мае. Этот сингл стал последним внеальбомным синглом из четырёх, выпущенных Ченсом между альбомами «Portraits» и «Trophies».

## История
В 2018 году Ченс окончил школу. В это же время он тяжело переживал разрыв с любимым человеком и начал работать над записью и выпуском второго сольника «Portraits», песни на котором описывают эти события. Кроме того, у него начались проблемы с аппетитом, которые привели к его госпитализации и постановке диагноза «анорексия». Ченс вовремя получил необходимую медицинскую помощь. Помимо этого, дав в 2019—2020 годах около 100 концертов, музыкант был истощён физически. Через два года он написал об этом песню «Bad to Myself» — о том, как важно хорошо относиться к самому себе.
В интервью «Daily Guardian» Ченс рассказал, что написал песню вместе со своим продюсером Тедди Гайгер в августе 2019 года (по другим данным в ноябре 2019 года в Бруклине), когда он был истощён во время гастрольного тура, когда количество концертов, данных без остановки, приближалось к 100. Песня описывает его в самый уязвимый момент его жизни: в дороге он употреблял алкоголь без меры, не ел регулярно и особенно не заботился о своём психическом здоровье. По словам музыканта, настоящая песня — некое обещание самому себе больше заботиться о самом себе и вести более здоровый образ жизни.
В интервью малайзийскому порталу «Hype» Ченс описывает процесс работы с Тедди Гайгер: на момент их знакомства, она уже была значительной фигурой в индустрии звукозаписи и Ченс боялся, что не сможет профессионально соответствовать её уровню. Позже она начали писать музыку вместе и Ченс признается, что ему её очень не хватало всё это время: Гайгер научила его быть честным при написании песен, а также как радоваться ежедневной рутине. Гайгер также настояла на написании и продакшене песни «Bad To Myself», так как сам музыкант не был уверен в том, что хочет записать подобный трек.

## Видеоклип
На песню был снят видеоклип, который описывает продолжающуюся тяжёлую борьбу музыканта с анорексией и то, как он нашёл в себе силы начать лечение. Режиссёром выступил Рахул Чакраборти (англ. Rahul Chakraborty), которого однако не следует путать с немецким актёром с таким же именем.
Русскоязычный портал «WOWOne» назвал видео «простоватым, но вполне соответствующим содержанию трека».

## Отзывы критиков
- Портал «ThomasBleach» в своей рецензии отмечает, что Ченс готов быть хрупким и уязвимым со своими поклонниками так, как никогда ранее. Песня называется его самым сильным релизом [с готовящегося альбома], а также очень особенным, так как в ней смешано большое количество разных эмоций[18].
- Португальский музыкальный портал «Keeping Track» называет Ченса «поп-принцем» и описывает произведение «мощной поп-музыкой, размашистого припева и… гимн преодоления [проблем]»[19].
- Портал «Album Confessions» в рецензии сингла пишет, что песня «создает ощущение триумфа и освобождения, особенно в захватывающем припеве»[20].